# Tritophia tritophus
Tritophia tritophus är en fjärilsart som beskrevs av Denis och Ignaz Schiffermüller 1775. Tritophia tritophus ingår i släktet Tritophia och familjen tandspinnare. Inga underarter finns listade i Catalogue of Life.